# دميتري كروجلوف
دميتري كروجلوف (24 مايو 1984 إستونيا - ) هو لاعب كرة قدم إستوني، يلعب كمدافع.

## روابط خارجية
- دميتري كروجلوف على موقع الاتحاد الدولي (مؤرشف)  (الإنجليزية)
- دميتري كروجلوف على موقع الاتحاد الأوربي (الإنجليزية)
- دميتري كروجلوف على موقع اتحاد إستونيا (الإنجليزية)
- دميتري كروجلوف على موقع قاعدة بيانات كرة القدم.إي يو (الإنجليزية)
- دميتري كروجلوف على موقع ناشيونال فوتبول تيمز (الإنجليزية)
- دميتري كروجلوف على موقع Soccerway.com (الإنجليزية)
- دميتري كروجلوف على موقع عالم كرة القدم.نت (الإنجليزية)